# Шовэнь цзецзы
Шовэнь цзецзы («Изъяснение письмен и толкование иероглифов») (кит. трад. 說文解字, упр. 说文解字, пиньинь Shuōwén jiězì) — это собрание древних классических текстов, писаний и исследований, отслеживающее происхождение китайских иероглифов, изменения различных стилей письма и охватывающее повседневные слова и выражения. Автором является китайский филолог Сюй Шэнь (кит. трад. 许慎, пиньинь Xǔ shèn). Считается самым ранним словарём иероглифов в истории китайской лексикографии.

## Создание словаря
Во времена династии Хань существовали 2 филологические школы, занимавшиеся изучением классических конфуцианских текстов.
Неоклассическая школа изучала работы, использовавшие официально принятое в империи Хань письмо, а также прагматику конфуцианской философии и рациональной аргументации.
Классическая школа занималась изученнием работ, использовавших доциньское письмо. Кроме того, исследовала историю письменности, формы, структуры, фонетики и толковании китайских иероглифов. Сам Сюй Шэнь (ок. 58 г. н. э. — ок. 147 г. н. э.) также принадлежал к классической школе.
В период Западной Хань доминировала неоклассическая школа, однако после обнаружения более древних классических конфуцианских текстов, которые значительно отличались по стилю и содержанию от более поздних произведений, — и с ростом интереса к их изучению, в эпоху Восточной Хань главенствующей стала уже классическая школа.
Одной из задач словаря было определить изначальное, историческое значение иероглифов через анализ их формы и структуры, нежели семантики. Для анализа была использована классификация «Шести категорий» (六书). Всего было проанализировано 9353 китайских иероглифов, среди которых Сюй Шэнь определил иероглифы 4 категорий:
1. Пиктограммы (364);
2. Символы (125);
3. Идеограммы (1167);
4. Фоноидеограммы (7697).

Теория шести категорий разрабатывалась также и другими китайскими учеными (например, Лю Синем) однако Сюй Шэнь был первым, кто применил ее на практике и подробно изложил в рамках целостной теоретической структуры.
Сюй Шэнь подходил к анализу формы и структуры иероглифов с диахронической перспективы, учитывая изменения письменности в контексте социально-исторических событий. В частности, переход от древнего стиля письма к более современному был связан с периодами феодальной раздробленности в истории Китая, такими как эпоха Весен и Осеней и период Сражающихся царств. В эти времена наблюдалось отступление от классических литературных традиций, а впоследствии в эпоху династий Цинь и Хань возникла необходимость упростить традиционное письмо ради повышения скорости и эффективности.
Сюй Шэнь предложил классификацию древних стилей письма, которые являлись вариантами официального письма и сяочжуань, адаптированными под разные цели.
Целью создания словаря была коррекция существовавшего в Восточной Хань подхода к интерпретации классических конфуцианских работ. Учёные неоклассической школы интерпретировали значение древних иероглифов, основываясь на форме и структуре стиля письма, который преобладал в их время. Этот подход был анахроничен по отношению к тому, что они стремились понять, и оказался ошибочным. Задачей Сюй Шэня было найти изначальное значение иероглифов, понять отношения между их формой, фонетикой и семантикой. В результате этого стало возможной правильная интерпретация древних писаний. В общей сложности работа над словарём продолжалась 22 года (~100-121 гг.).

## Структура словаря
Заглавные иероглифы располагались по радикалам. Всего было выделено 540 типов радикалов. Сюй Шэнь стал первым ученым, который упорядочил 540 радикалов, расположив их в порядке увеличения количества черт.
Структура:
1. Элементы определения
2. Заглавный иероглиф в стиле сяочжуань
3. Заглавный иероглиф в официальном письме
4. Объяснение значения
5. Структурный анализ формы, произношение
6. Классификация
7. Варианты написания (если есть)
8. Цитаты, иллюстрирующие использование

## Академическое и культурное значение словаря
1. Сюй Шэнь создал уникальный стиль составления сборника, который впоследствии многократно использовался другими лексикографами, включая современных;
2. Прояснил процесс эволюционного развития китайских иероглифов и их связь с социальными и культурными контекстами;
3. Представляет собой наиболее полное собрание иероглифов в стиле сяочжуань, относящихся к периоду династии Цинь;
4. Позволяет проследить изменения в значениях древних иероглифов;
5. Обеспечивает возможность изучения фонетических заимствований;
6. Изучение этого словаря было обязательной частью учебной программы в Императорской академии во времена династии Тан.